# 桐柏解放区
桐柏解放区是1947年12月晋冀鲁豫野战军第十纵队南下大别山区后开辟的新解放区。设有中共桐柏区党委、桐柏区行署、桐柏军区。下设第一、第二、第三共3个地委、专署、军分区。

## 历史
1947年12月13日，在湖北省应山县浆溪店成立桐柏区党委、桐柏区行署、桐柏军区。后发展到辖4个地委、2个市委和25个县委，人口360多万，土地1000万亩。
- 一分区：辖唐河、唐南、唐西、枣阳、桐柏、随北、信随、信应。
- 二分区：辖泌西、泌东、信桐、确山、遂平。
- 三分区：辖新野、邓南、邓北、邓西、南阳、光化、襄阳。